# 圣柱广场

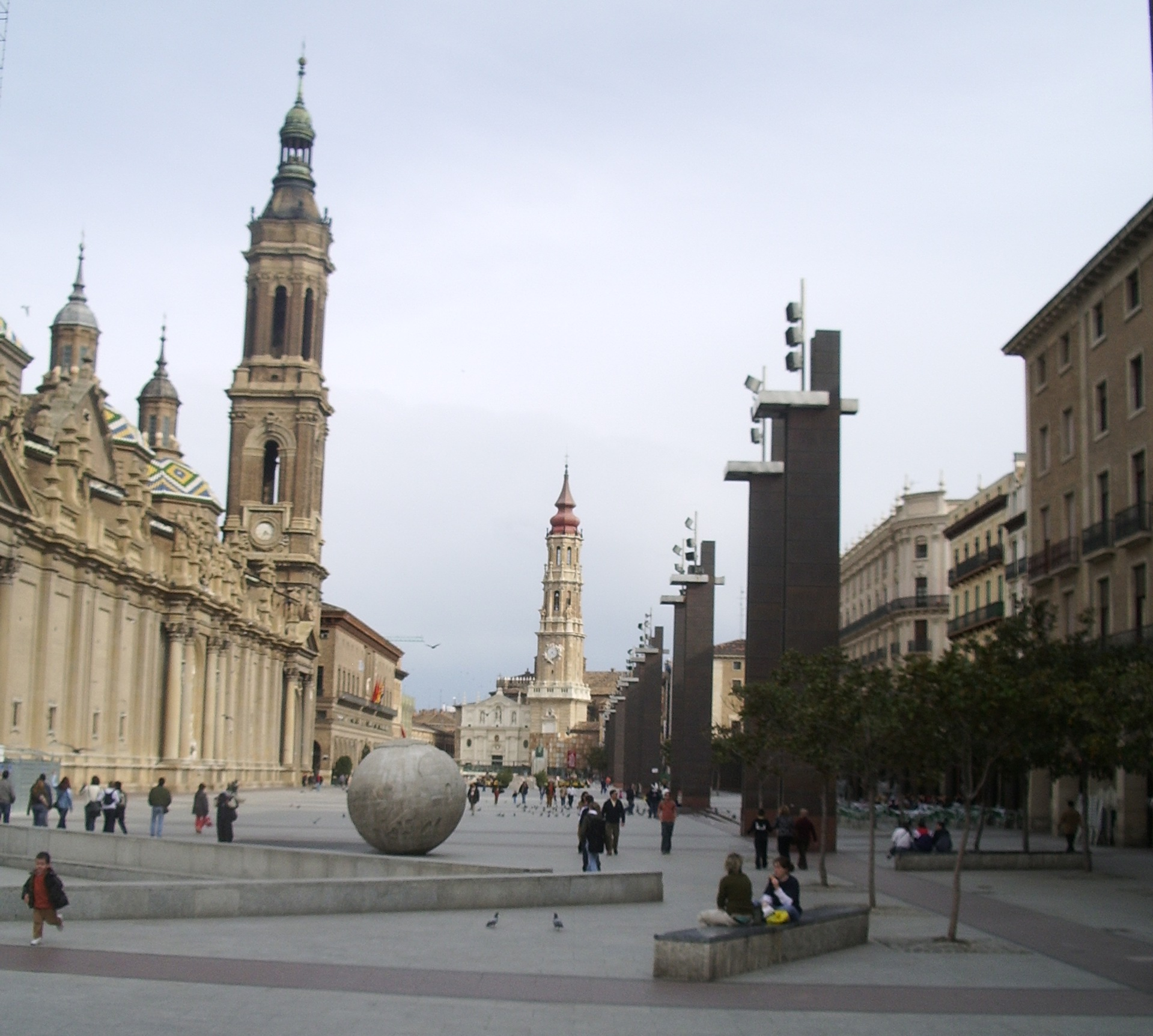
圣柱广场

圣柱广场（西班牙語：Plaza del Pilar）是西班牙萨拉戈萨的中心广场，因广场上的圣柱圣母圣殿主教座堂而得名。由於有許多公眾慶典活動在此舉行，因此這裡有了一個暱稱叫做“城市的大厅”。它也常被称为“主教座堂广场”（Plaza de las Catedrales），萨拉戈萨的两座主教座堂，耶稣救主主教座堂和圣柱圣母圣殿主教座堂都位于此。
广场上的建筑，除了圣柱圣母圣殿，还有拉隆哈交易所、市政厅（市政府大樓）、西班牙噴泉、耶稣救主主教座堂、画家弗朗西斯科·戈雅衣冠冢。

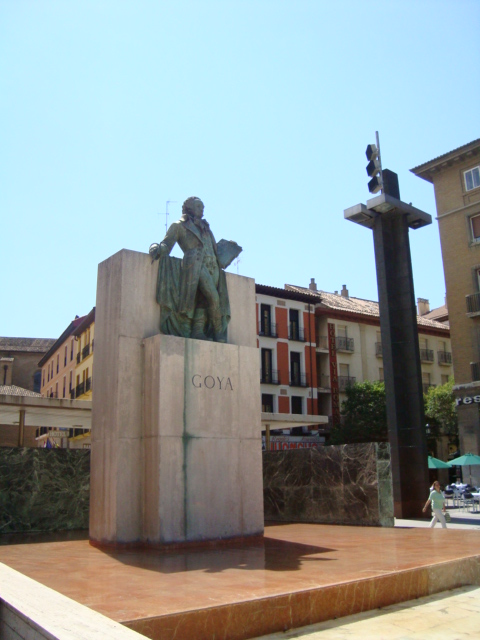
戈雅衣冠冢

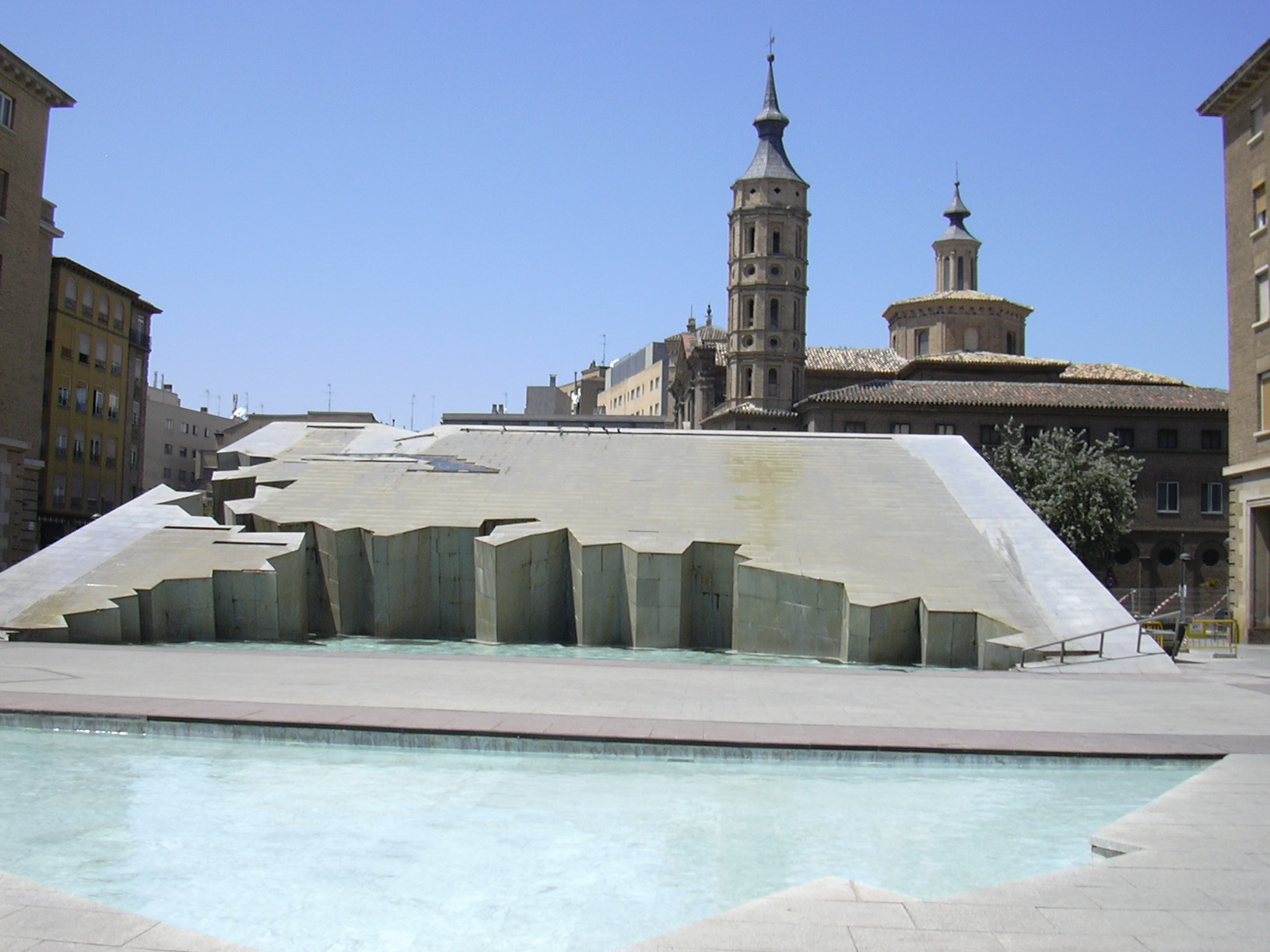
西班牙喷泉